# Reacție Mannich
Reacția Mannich este o reacție organică ce constă într-o reacție de amino-alchilare a unui proton acid, aflat în vecinătatea unei grupe funcționale carbonil, cu ajutorul formaldehidei și a unei amine secundare sau a amoniacului. Produsul final este un compus β-amino-carbonilic, cunoscut în domeniu sub denumirea de bază Mannich. Reacțiile dintre aldimine și compuși α-metilen-carbonilici sunt de asemenea considerate ca fiind reacții Mannich (aceste imine se formează în urma reacției dintre amine și aldehide). Reacția a fost denumită după chimistul Carl Mannich.

## Mecanism
Reacția Mannich este un exemplu de adiție nucleofilă a unei amine la o grupă carbonil, urmată de o reacție de deshidratare cu obținerea unei baze Schiff. Această bază Schiff este o specie electrofilă, care reacționează în etapa următoare de adiție electrofilă cu un compus ce conține un proton acid (care este, sau care a devenit un enol). Reacția Mannich poate fi considerată și ca fiind o reacție de condensare.
Mecanismul reacției Mannich debutează cu formarea unui ion de iminiu, în urma reacției dintre amină și formaldehidă:
Compusul ce conține grupa funcțională carbonil (în acest caz, o cetonă), poate suferi tautomerie ceto-enolică (datorită mediului acid), trecând în forma enolică. Sub formă enolică, acesta poate ataca ionul iminiu: